# Simonetta Vespucci
Simonetta Cattaneo Vespucci (født 29. januar 1453, død 26. april 1476), kaldt la bella Simonetta, var en italiensk adelskvinde fra Genova under renæssancen og hustru af Marco Vespucci fra Firenze. Hun var berømt for at være den smukkeste kvinde i sin tid og den italienske renæssance — i hvert fald i byen Firenze. Hun var inspirationen, og det idealiserede ansigt på flere malerier, det mest kendte af dem "Venus' fødsel", af Sandro Botticelli.

## Liv og virke

### Første år og ægteskab
Hun blev født som Simonetta Cattaneo ca 29. januar 1453 (datoen er usikker) i en del af republikken Genova i det område, som i dag er indenfor den italienske region Liguria. En mere præcis lokalisering af hendes fødested er ikke kendt; muligvis selve byen Genova, eller måske enten Portovenere (nu Porto Venere) eller Fezzano (nu landsbyer i kommunen Porto Venere). Den florentinske poet Angelo Poliziano skrev, at hendes hjem lå "i det barske liguriske distrikt oven for havkysten, hvor den rasende Neptun slås mod bergknausene... Der, som Venus, blev hun født blandt bølgerne." Hendes far var en genuesisk adelsmand ved navn Gaspare Cattaneo della Volta (en langt ældre slægtning af den genuesiske doge fra 1500-tallet ved navn Leonardo Cattaneo della Volta) og hendes mor var Gaspares hustru, Cattocchia Spinola. En anden kilde opgiver hendes forældre som Gaspare Cattaneo og Chateroccia di Marco Spinola.
Da hun var 15 år gammel, blev hun gift med Marco Vespucci, søn af Piero, som var en fjern fætter af den florentinske udforsker og kartograf Amerigo Vespucci. Parret mødtes i april 1469. Hun var sammen med sine forældre i kirken San Torpete, da hun blev introduceret for Marco. Doge Piero il Fregoso og mange i adelen i Genova var også tilstede. Marco var blevet sendt til Genova af sin far Piero for at studere bankvirksomhed ved Banco di San Giorgio. Han blev accepteret af Simonettas forældre, og han var blevet forelsket i hende, og af de grunde var ægteskabet logisk. Hendes forældre vidste også, at ægteskabet var strategisk fordelagtigt, eftersom Marcos familie havde gode forbindelser i Firenze, særlig til den mægtige Medici familie.

### Firenze
Simonetta og Marco blev gift i Firenze. Hun blev øjeblikkelig populær blandt adelen ved den florentinske hof. Medicibrødrene Lorenzo og særlig Giuliano blev straks begejstrede over den kønne genuesiske pige. Lorenzo tillod, at brylluppet blev holdt i palazzo i Via Larga og at bryllupsmodtagelsen blev holdt i deres overdådige Villa di Careggi. Simonetta, da hun kom til Firenze, blev opdaget af Sandro Botticelli og andre fremtrædende malere via Vespuccifamilien. Ikke længe efter var hver eneste adelsmand i byen forgabt i hende, selv brødrene Lorenzo og Giuliano i den herskende Medicifamilie. Lorenzo var optaget af statsaffærer, men hans yngre broder var fri til opvarte hende.
Ved ridderturneringen La Giostra i 1475, som blev holdt ved Piazza Santa Croce ankom Giuliano med et banner, som bar et billede af Simonetta som den hjelmklædte Pallas Athene, malet af Botticelli, og med en høvisk, fransk inskription under: La Sans Pareille, "Den uden sidestykke". Fra da af blev Simonetta kendt som den smukkeste kvinde i Firenze og senere som den smukkeste kvinde i renæssancen. Giuliano vandt turneringen og hyldesten fra la bella Simonetta, som blev nomineret som "Skønnhedens dronning" til anledningen. Om hun nogen gang blev mere end hans idealiserede og platoniske skønhedsideal, er ukendt, men antagelig ikke.

### Død
Simonetta Vespucci døde allerede året efter, om natten den 26.–27. april 1476, sandsynligvis af tuberkulose. Hun var da blot 22 år gammel. Hendes efterladte enkemand giftede sig kort efter på ny. Det blev sagt, at hele byen sørgede ved hendes død og tusinder fulgte hendes kiste til hendes sidste gravsted.
Botticelli fuldførte maleriet "Venus' fødsel" i 1485, ni år senere. Det har vært hævdet, at Venus på dette billede er malet med Simonetta som model eftersom ligheden er påfaldende. Denne påstand er imidlertid blevet afvist af historikeren Felipe Fernández-Armesto som "romantisk vrøvl". Han siger videre: "Den vulgære antagelse, eksempelvis at hun var Botticellis model for alle hans vakre skønheder, synes at være baseret på ikke bedre grundlag end opfattelsen, at den smukkeste kvinde på den tid måtte have siddet model for den mest sensitive maler."
Det har også været foreslået, at Botticelli, som aldrig giftede sig, var blevet forelsket i hende. Denne antagelse synes bekræftet ved, at han ønskede at blive begravet ved hennes fødder i Allehelgenkirken Ognissanti, sognekirken for Vespuccifamilien, i Firenze. Hans ønske blev opfyldt, da han døde 34 år senere i 1510.

## Mulige kunstneriske gengivelser på malerier
- "Portræt af en kvinde", fra Sandro Botticellis atelier, begyndelsen eller midten af 1480-tallet
- "Portræt af en kvinde", Sandro Botticelli, midten af 1480-tallet[11]
- Flora i Botticellis "Venus' fødsel"
- Detalje fra De tre gratier i "Primavera" af Botticelli
- Detalje af Venus-figuren i "Primavera" af Sandro Botticelli, ca 1482
- Detalje af Venus-figuren i "Venus' fødsel" af Sandro Botticelli, ca 1484-1486
- "En satyr sørger over en nymfe" af Piero di Cosimo, ca 1495

Angående begge de to portrætter af en kvinde vist her er kunsthistorikeren Ronald Lightbown af den opfattelse, at de var produkter fra Botticellis atelier og at de sandsynlig ikke blev tegnet eller malet udelukkende af kunstneren selv: "Botticellis værksted... udførte portrætter af ninfe, eller smukke kvinder.. alle antagelig fantasiportrætter af ideelle skønheder frem for virkelige kvinder."
Simonetta Vespucci kan være blevet gengivet på et maleri af Piero di Cosimo kaldt for "Portræt af en kvinde", og som det blev sagt viste Simonetta Vespucci, eftersom det gengav en kvinde som den berømte Kleopatra med en giftslange (Vipera aspis) om halsen. Maleriet er kaldt "Portræt af Simonetta Vespucci" af enkelte, som ikke er i tvivl. Hvor meget, dette minder om den faktiske kvinde, er usikkert, delvis eftersom dette er en gengivelse af hendes form og ånd i et posthumt portræt malet omkring 14 år efter, at hun døde. Værd at nævne er det faktum, at Piero di Cosimo var 14 år, da hun døde. Museet, som for tiden huser dette maleri, stiller spørgsmål ved identiteten ved at titulere det som "Portræt af en kvinde, sagt at være Simonetta Vespucci", og tilføjer at inskriptionen af hendes navn i bunden af maleriet kan være sket på et senere tidspunkt.